# Lijst van spoorwegstations in het Verenigd Koninkrijk - F
Dit is een lijst van spoorwegstations in het Verenigd Koninkrijk waarvan de naam begint met een F.
| Station                 | Code | Graafschap/ County/ City     | District                  | Beheerder                    | Passagiers in/uit 2004-2005 (mln) | Passagiers in/uit 2005-2006 (mln) | Passagiers in/uit 2006-2007 (mln) | Passagiers in/uit 2007-2008 (mln) | Passagiers in/uit 2008-2009 (mln) |
| ----------------------- | ---- | ---------------------------- | ------------------------- | ---------------------------- | --------------------------------- | --------------------------------- | --------------------------------- | --------------------------------- | --------------------------------- |
| Failsworth              | FLS  | Greater Manchester           | Oldham                    | Northern Rail                | 0,056                             | 0,056                             | 0,057                             | 0,076                             | 0,093                             |
| Fairbourne              | FRB  | Gwynedd                      |                           | Transport for Wales          | 0,038                             | 0,033                             | 0,036                             | 0,038                             | 0,039                             |
| Fairfield               | FRF  | Greater Manchester           | Tameside                  | Northern Rail                | 0,006                             | 0,008                             | 0,008                             | 0,007                             | 0,009                             |
| Fairlie                 | FRL  | North Ayrshire               |                           | ScotRail                     | 0,03                              | 0,033                             | 0,032                             | 0,034                             | 0,043                             |
| Fairwater               | FRW  | Cardiff                      |                           | Transport for Wales          | 0,018                             | 0,017                             | 0,024                             | 0,026                             | 0,028                             |
| Falconwood              | FCN  | Groot-Londen                 | Bexley                    | Southeastern                 | 0,738                             | 0,759                             | 0,964                             | 0,991                             | 0,955                             |
| Falkirk Grahamston      | FKG  | Falkirk                      |                           | ScotRail                     | 0,959                             | 0,941                             | 0,662                             | 0,561                             | 0,511                             |
| Falkirk High            | FKK  | Falkirk                      |                           | ScotRail                     | 0,533                             | 0,58                              | 0,883                             | 1,028                             | 1,034                             |
| Falls Of Cruachan       | FOC  | Argyll and Bute              |                           | ScotRail                     | 0                                 | 0                                 | 0                                 | 0                                 | 0                                 |
| Falmer                  | FMR  | Brighton and Hove            |                           | Southern                     | 0,771                             | 0,838                             | 0,92                              | 1,01                              | 1,046                             |
| Falmouth Docks          | FAL  | Cornwall                     | Carrick                   | Great Western Railway        | 0,038                             | 0,047                             | 0,06                              | 0,067                             | 0,086                             |
| Falmouth Town           | FMT  | Cornwall                     | Carrick                   | Great Western Railway        | 0,086                             | 0,084                             | 0,09                              | 0,092                             | 0,099                             |
| Fambridge               | FAM  | Essex                        | Maldon                    | National Express East Anglia | 0,099                             | 0,084                             |                                   | 0,086                             | 0,09                              |
| Fareham                 | FRM  | Hampshire                    | Fareham                   | South West Trains            | 1,236                             | 1,301                             | 1,351                             | 1,415                             | 1,492                             |
| Farnborough             | FNB  | Hampshire                    | Rushmoor                  | South West Trains            | 2,36                              | 2,413                             | 2,748                             | 2,654                             | 2,86                              |
| Farnborough North       | FNN  | Hampshire                    | Rushmoor                  | Great Western Railway        | 0,004                             | 0,002                             | 0,009                             | 0,344                             | 0,359                             |
| Farncombe               | FNC  | Surrey                       | Waverley                  | South West Trains            | 0,593                             | 0,583                             | 0,639                             | 0,702                             | 0,768                             |
| Farnham                 | FNH  | Surrey                       | Waverley                  | South West Trains            | 1,126                             | 1,173                             | 1,262                             | 1,467                             | 1,505                             |
| Farningham Road         | FNR  | Kent                         | Dartford                  | Southeastern                 | 0,179                             | 0,178                             | 0,198                             | 0,223                             | 0,212                             |
| Farnworth               | FNW  | Greater Manchester           | Bolton                    | Northern Rail                | 0,022                             | 0,025                             | 0,023                             | 0,024                             | 0,034                             |
| Fauldhouse              | FLD  | West Lothian                 |                           | ScotRail                     | 0,037                             | 0,039                             | 0,042                             | 0,046                             | 0,049                             |
| Faversham               | FAV  | Kent                         | Swale                     | Southeastern                 | 1,356                             | 1,366                             | 1,461                             | 1,545                             | 1,56                              |
| Faygate                 | FGT  | West Sussex                  | Horsham                   | Southern                     | 0,004                             | 0,005                             | 0,007                             | 0,008                             | 0,006                             |
| Fazakerley              | FAZ  | Merseyside                   | Liverpool                 | Merseyrail                   | 0,301                             | 0,329                             | 0,319                             | 0,331                             | 0,89                              |
| Fearn                   | FRN  | Highland                     |                           | ScotRail                     | 0,005                             | 0,005                             | 0,006                             | 0,006                             | 0,008                             |
| Featherstone            | FEA  | West Yorkshire               | Wakefield                 | Northern Rail                | 0,053                             | 0,058                             | 0,06                              | 0,064                             | 0,072                             |
| Felixstowe              | FLX  | Suffolk                      | Suffolk Coastal           | National Express East Anglia | 0,156                             | 0,168                             | 0,168                             | 0,209                             | 0,203                             |
| Feltham                 | FEL  | Groot-Londen                 | Hounslow                  | South West Trains            | 1,864                             | 1,967                             | 3,014                             | 3,459                             | 3,194                             |
| Feniton                 | FNT  | Devon                        | East Devon                | South West Trains            | 0,058                             | 0,055                             | 0,06                              | 0,062                             | 0,067                             |
| Fenny Stratford         | FEN  | Milton Keynes                |                           | West Midland Trains          | 0,019                             | 0,019                             | 0,017                             | 0,018                             | 0,018                             |
| Fernhill                | FER  | Rhondda Cynon Taf            |                           | Transport for Wales          | 0,021                             | 0,021                             | 0,027                             | 0,027                             | 0,025                             |
| Ferriby                 | FRY  | East Riding of Yorkshire     |                           | Northern Rail                | 0,041                             | 0,04                              | 0,044                             | 0,047                             | 0,045                             |
| Ferryside               | FYS  | Carmarthenshire              |                           | Transport for Wales          | 0,017                             | 0,019                             | 0,019                             | 0,021                             | 0,023                             |
| Ffairfach               | FFA  | Carmarthenshire              |                           | Transport for Wales          | 0,002                             | 0,002                             | 0,002                             | 0,002                             | 0,002                             |
| Filey                   | FIL  | North Yorkshire              | Scarborough               | Northern Rail                | 0,091                             | 0,093                             | 0,1                               | 0,101                             | 0,11                              |
| Filton Abbey Wood       | FIT  | South Gloucestershire        |                           | Great Western Railway        | 0,378                             | 0,401                             | 0,411                             | 0,458                             | 0,537                             |
| Finchley Road & Frognal | FNY  | Groot-Londen                 | Camden                    | London Overground            | 0,164                             | 0,196                             | 0,938                             | 0,841                             | 0,633                             |
| Finsbury Park           | FPK  | Groot-Londen                 | Islington                 | Govia Thameslink Railway     | 5,022                             | 5,042                             | 5,875                             | 5,546                             | 5,492                             |
| Finstock                | FIN  | Oxfordshire                  | West Oxfordshire          | Great Western Railway        | 0,001                             | 0,001                             | 0,001                             | 0,001                             | 0,001                             |
| Fishbourne              | FSB  | West Sussex                  | Chichester                | Southern                     | 0,063                             | 0,066                             | 0,071                             | 0,069                             | 0,064                             |
| Fishersgate             | FSG  | West Sussex                  | Adur                      | Southern                     | 0,092                             | 0,087                             | 0,095                             | 0,107                             | 0,1                               |
| Fishguard Harbour       | FGH  | Pembrokeshire                |                           | Transport for Wales          | 0,028                             | 0,024                             | 0,029                             | 0,025                             | 0,025                             |
| Fiskerton               | FSK  | Nottinghamshire              | Newark and Sherwood       | East Midlands Railway        | 0,007                             | 0,009                             | 0,01                              | 0,011                             | 0,01                              |
| Fitzwilliam             | FZW  | West Yorkshire               | Wakefield                 | Northern Rail                | 0,105                             | 0,116                             | 0,126                             | 0,142                             | 0,181                             |
| Five Ways               | FWY  | West Midlands                | Birmingham                | West Midland Trains          | 0,45                              | 0,48                              | 0,514                             | 0,564                             | 0,99                              |
| Fleet                   | FLE  | Hampshire                    | Hart                      | South West Trains            | 1,263                             | 1,37                              | 1,466                             | 1,573                             | 1,612                             |
| Flimby                  | FLM  | Cumbria                      | Allerdale                 | Northern Rail                | 0,006                             | 0,006                             | 0,005                             | 0,006                             | 0,007                             |
| Flint                   | FLN  | Flintshire                   |                           | Transport for Wales          | 0,159                             | 0,17                              | 0,195                             | 0,219                             | 0,219                             |
| Flitwick                | FLT  | Bedfordshire                 | Mid Bedfordshire          | Govia Thameslink Railway     | 1,088                             | 1,102                             | 1,195                             | 1,248                             | 1,241                             |
| Flixton                 | FLI  | Greater Manchester           | Trafford                  | Northern Rail                | 0,065                             | 0,066                             | 0,06                              | 0,06                              | 0,07                              |
| Flowery Field           | FLF  | Greater Manchester           | Tameside                  | Northern Rail                | 0,114                             | 0,117                             | 0,114                             | 0,122                             | 0,163                             |
| Folkestone Central      | FKC  | Kent                         | Shepway                   | Southeastern                 | 0,877                             | 0,91                              | 0,906                             | 0,949                             | 0,929                             |
| Folkestone West         | FKW  | Kent                         | Shepway                   | Southeastern                 | 0,08                              | 0,083                             | 0,154                             | 0,191                             | 0,218                             |
| Ford                    | FOD  | West Sussex                  | Arun                      | Southern                     | 0,077                             | 0,082                             | 0,081                             | 0,092                             | 0,097                             |
| Forest Gate             | FOG  | Groot-Londen                 | Newham                    | National Express East Anglia | 0,956                             | 0,916                             | 1,892                             | 2,037                             | 1,706                             |
| Forest Hill             | FOH  | Groot-Londen                 | Lewisham                  | Southern                     | 2,033                             | 2,007                             | 3,015                             | 3,128                             | 3,023                             |
| Formby                  | FBY  | Merseyside                   | Sefton                    | Merseyrail                   | 0,425                             | 0,482                             | 0,526                             | 0,554                             | 1,668                             |
| Forres                  | FOR  | Moray                        |                           | ScotRail                     | 0,095                             | 0,099                             | 0,096                             | 0,094                             | 0,1                               |
| Forsinard               | FRS  | Highland                     |                           | ScotRail                     | 0,002                             | 0,001                             | 0,001                             | 0,001                             | 0,002                             |
| Fort Matilda            | FTM  | Inverclyde                   |                           | ScotRail                     | 0,084                             | 0,094                             | 0,099                             | 0,109                             | 0,128                             |
| Fort William            | FTW  | Highland                     |                           | ScotRail                     | 0,114                             | 0,115                             | 0,116                             | 0,12                              | 0,122                             |
| Four Oaks               | FOK  | West Midlands                | Birmingham                | West Midland Trains          | 0,225                             | 0,235                             | 0,251                             | 0,277                             | 0,538                             |
| Foxfield                | FOX  | Cumbria                      | South Lakeland            | Northern Rail                | 0,016                             | 0,015                             | 0,016                             | 0,016                             | 0,017                             |
| Foxton                  | FXN  | Cambridgeshire               | South Cambridgeshire      | Govia Thameslink Railway     | 0,054                             | 0,054                             | 0,065                             | 0,063                             | 0,077                             |
| Frant                   | FRT  | East Sussex                  | Wealden                   | Southeastern                 | 0,087                             | 0,089                             | 0,099                             | 0,102                             | 0,121                             |
| Fratton                 | FTN  | Portsmouth                   |                           | South West Trains            | 1,246                             | 1,289                             | 1,369                             | 1,465                             | 1,558                             |
| Freshfield              | FRE  | Merseyside                   | Sefton                    | Merseyrail                   | 0,25                              | 0,266                             | 0,278                             | 0,284                             | 0,828                             |
| Freshford               | FFD  | Bath and North East Somerset |                           | Great Western Railway        | 0,021                             | 0,021                             | 0,023                             | 0,026                             | 0,032                             |
| Frimley                 | FML  | Surrey                       | Surrey Heath              | South West Trains            | 0,181                             | 0,198                             | 0,198                             | 0,222                             | 0,242                             |
| Frinton-on-Sea          | FRI  | Essex                        | Tendring                  | National Express East Anglia | 0,184                             | 0,176                             | 0,187                             | 0,172                             | 0,173                             |
| Frizinghall             | FZH  | West Yorkshire               | Bradford                  | Northern Rail                | 0,23                              | 0,261                             | 0,268                             | 0,277                             | 0,359                             |
| Frodsham                | FRD  | Cheshire                     | Cheshire West and Chester | Transport for Wales          | 0,074                             | 0,077                             | 0,078                             | 0,089                             | 0,093                             |
| Frome                   | FRO  | Somerset                     | Mendip                    | Great Western Railway        | 0,092                             | 0,093                             | 0,1                               | 0,099                             | 0,112                             |
| Fulwell                 | FLW  | Groot-Londen                 | Richmond upon Thames      | South West Trains            | 0,254                             | 0,246                             | 0,421                             | 0,482                             | 0,42                              |
| Furness Vale            | FNV  | Derbyshire                   | High Peak                 | Northern Rail                | 0,012                             | 0,014                             | 0,013                             | 0,015                             | 0,016                             |
| Furze Platt             | FZP  | Windsor and Maidenhead       |                           | Great Western Railway        | 0,158                             | 0,171                             | 0,154                             | 0,146                             | 0,143                             |

A · 
B · 
C · 
D · 
E · 
F · 
G · 
H · 
I · 
J · 
K · 
L · 
M · 
N · 
O · 
P · 
Q · 
R · 
S · 
T · 
U · 
V · 
W · 
X · 
Y · 
Z

Alle stations (sorteerbaar)